# Mark Pavelich
Mark Thomas Pavelich (Eveleth, Minnesota, 1958. február 28. – Sauk Centre, 2021. március 4.) amerikai profi jégkorongozó. Az 1980-as téli olimpián tagja volt az olimpiai bajnok jégkorong-válogatottnak. A négyes döntőben a szovjet válogatottat győzték le nagy csatában és ezt azóta a Csoda a jégennek nevezik.

## Pályafutása

### Klubcsapatban
Komolyabb karrierje a University of Minnesota Duluth-on kezdődött 1976-ban. Az egyetemi csapatban 1979-ig játszott. Az egyetem után az amerikai válogatottban szerepelt egy évet, majd 1980–1981-ben Svájcban játszott. Sose drafolták az NHL-ben. 1981-ben visszatért az Államokba, és a New York Rangers játékosa lett egészen 1986-ig. A Rangersben jól ment neki a játék és 341 mérkőzésen 318 pontot szerzett. 1983. február 23-án ő lett az első amerikai jégkorongozó az NHL-ben, aki 5 gólt ütött egy mérkőzésen. 1987-ben 12 mérkőzésre a Minnesota North Starshoz igazolt és utána visszatért Európába brit és az olasz ligába. Az olasz ligában két szezont játszott majd 1989-ben visszavonult. 1991-ben 2 mérkőzés erejéig visszatért az NHL-be a San Jose Sharks csapatába és adott egy gólpasszt. A 100 Ranger Greats című könyvben, ami a New York Rangers színeiben játszott 100 játékost vonultatja fel, a 83. helyre rangsorolták.

### A válogatottban
A válogatottban 1979–1980 között 53 mérkőzést játszott. Részt vett az 1980-as téli olimpián, ami az amerikai Lake Placidban volt. Ezen az eseményen aranyérmet nyert. Az 1981-es jégkorong-világbajnokságon is játszott. Ezen az eseményen viszont a kiesés ellen kellett küzdeniük.

## Sikerei, díjai
- WCHA Első All-Star Csapat: 1979
- NCAA Nyugati First All-American Csapat: 1979
- Olimpiai aranyérem: 1980

## Statisztika

### Klubcsapatban
| 1976–1977       | U. of Minnesota-Duluth | NCAA            | 37  | 12  | 7   | 19  | 8   | —  | — | —  | —  | —  |
| 1977–1978       | U. of Minnesota-Duluth | NCAA            | 36  | 14  | 30  | 44  | 44  | —  | — | —  | —  | —  |
| 1978–1979       | U. of Minnesota-Duluth | NCAA            | 37  | 31  | 48  | 79  | 52  | —  | — | —  | —  | —  |
| 1979–1980       | U.S. olimpiai cs.      | Nemz            | 60  | 16  | 36  | 52  | 14  | —  | — | —  | —  | —  |
| 1980–1981       | HC Lugano              | Svájc           | 60  | 24  | 49  | 73  | —   | —  | — | —  | —  | —  |
| 1981–1982       | New York Rangers       | NHL             | 79  | 33  | 43  | 76  | 67  | 6  | 1 | 5  | 6  | 0  |
| 1982–1983       | New York Rangers       | NHL             | 78  | 37  | 38  | 75  | 52  | 9  | 4 | 5  | 9  | 12 |
| 1983–1984       | New York Rangers       | NHL             | 77  | 29  | 53  | 82  | 96  | 5  | 2 | 4  | 6  | 0  |
| 1984–1985       | New York Rangers       | NHL             | 48  | 14  | 31  | 45  | 29  | 3  | 0 | 3  | 3  | 2  |
| 1985–1986       | New York Rangers       | NHL             | 59  | 20  | 20  | 40  | 82  | —  | — | —  | —  | —  |
| 1986–1987       | Minnesota North Stars  | NHL             | 12  | 4   | 6   | 10  | 10  | —  | — | —  | —  | —  |
| 1986–1987       | Dundee Rockets         | GBR             | 1   | 0   | 2   | 2   | 2   | —  | — | —  | —  | —  |
| 1987–1988       | Bolzano HC             | Serie A         | 36  | 31  | 42  | 73  | 19  | —  | — | —  | —  | —  |
| 1988–1989       | Bolzano HC             | Serie A         | 44  | 23  | 34  | 57  | 42  | —  | — | —  | —  | —  |
| 1991–1992       | San Jose Sharks        | NHL             | 2   | 0   | 1   | 1   | 4   | —  | — | —  | —  | —  |
| NHL Összesített | NHL Összesített        | NHL Összesített | 355 | 137 | 192 | 329 | 340 | 23 | 7 | 17 | 24 | 14 |